# Brian Joseph Dunn

Wappen von Brian Joseph Dunn

Wappen von Brian Joseph Dunn als Bischof von Antigonish

Brian Joseph Dunn (* 8. Januar 1955 in St. John’s, Neufundland) ist ein kanadischer Geistlicher und römisch-katholischer Erzbischof von Halifax-Yarmouth.

## Leben
Brian Joseph Dunn empfing am 28. August 1980 die Priesterweihe für das Bistum Grand Falls.
Papst Benedikt XVI. ernannte ihn am 16. Juli 2008 zum Weihbischof in Sault Sainte Marie und zum Titularbischof von Munatiana. Der Bischof von Sault Sainte Marie, Jean-Louis Plouffe, spendete ihm am 9. Oktober desselben Jahres die Bischofsweihe; Mitkonsekratoren waren Raymond John Lahey, Altbischof von Antigonish, und David Douglas Crosby OMI, Bischof von Corner Brook und Labrador.
Am 21. November 2009 wurde er zum Bischof von Antigonish ernannt und am 25. Januar des nächsten Jahres in das Amt eingeführt.
Papst Franziskus ernannte ihn am 13. April 2019 zum Koadjutorerzbischof von Halifax-Yarmouth. Am 27. November 2020 wurde Brian Joseph Dunn in Nachfolge von Anthony Mancini, der aus Altersgründen zurücktrat, Erzbischof von Halifax-Yarmouth.